# Mary Waterfall
Der Mary Waterfall ist ein Wasserfall im Waitaki District der Region Canterbury auf der Südinsel Neuseelands. Am Westrand der Naumann Range in den Neuseeländischen Alpen liegt er im Lauf eines namenlosen Bachs, der hinter dem Wasserfall in westlicher Fließrichtung in den Hopkins River mündet. Seine Fallhöhe über zwei Fallstufen beträgt 172 Meter, die höhere beider Fallstufen misst 141 Meter.